# Raging River
Der Raging River ist ein bescheidener Nebenfluss des viel größeren Snoqualmie River im westlichen US-Bundesstaat Washington. Er liegt in den westlichen Ausläufern der Kaskadenkette im östlichen zentralen King County. Den Namen bezieht er aus der zeitweise großen Menge Wassers, die er führt. Die Rekord-Abflussmenge beträgt 110 m³/s. Der Raging River ist ein Salmonidengewässer und führt ein Fünftel der Königslachs-Wanderung des Snoqualmie River.
Der Fluss entspringt in dem von der Rattlesnake Ridge geformten Tal östlich des Taylor Mountain; er fließt zunächst westwärts in den Raging River State Forest, der vom Washington Department of Natural Resources verwaltet wird. Er fließt dann nach Nordwesten und quert die Washington State Route 18, danach setzt er seinen Lauf nach Norden fort und passiert den Tiger Mountain, kreuzt die Interstate 90 nahe Preston und mündet bei Fall City in den Snoqualmie River. Das Einzugsgebiet des Raging River ist Teil des größeren Einzugsgebietes des Puget Sound. Der durchschnittliche jährliche Abfluss des Raging River beträgt 4,2 m³/s, das Einzugsgebiet ist 82,9 km² groß.
Folgende Abflusswerte wurden nahe Fall City am Flusskilometer 4,3 (USGS gage 12145500) gemessen:
- Mittel: 3,7 m³/s
- Maximum: 94,6 m³/s
- Minimum: 0,1 m³/s

## Geschichte
Bis 2009 war etwa die Hälfte der Flächen im Einzugsgebiet des Raging River in Privatbesitz. Im Frühjahr jenes Jahres erwarben das Washington Department of Natural Resources und der King County gemeinsam 28,3 km² Land, um eine Lücke im Mountains to Sound Greenway zu füllen.

## Tourismus

### Wandern und Radfahren
Der Preston-Snoqualmie Trail folgt dem Raging River und der Preston-Fall City Road über etwa 5,5 km und führt weiter zu den Snoqualmie Falls. Der Trail ist für Radfahrer und Hunde geeignet.
Im Winter 2012 begann das Washington Department of Natural Resources eine öffentliche Planung, um die Erholungsmöglichkeiten im Snoqualmie Corridor zu lenken; der Raging River State Forest war expliziter Bestandteil der Planungen.

### Kayaking
Die untere Hälfte des Raging River von Preston bis Fall City ist 8 km lang und als Klasse III+ (schwierig) für das Kayaking eingestuft.